# Glamoč (kommun)
Glamoč är en kommun i Bosnien och Hercegovina.   Den ligger i entiteten Federationen Bosnien och Hercegovina, i den västra delen av landet, 120 km väster om huvudstaden Sarajevo.